# František Pernička
František Pernička (11. června 1948, Třebíč – 2. ledna 2010, Praha) byl český fyzik. Spolu s týmem Mezinárodní agentury pro atomovou energii získal Nobelovu cenu za mír.

## Biografie
František Pernička se narodil v roce 1948 v Třebíči, ale žil v nedaleké Starči. Mezi lety 1962 a 1966 studoval na Gymnáziu v Třebíči, následně do roku 1971 studoval Fakultu jaderného a fyzikálního inženýrství ČVUT v Praze. Po absolvování nastoupil do nemocnice v Ústí nad Labem, kde pracoval v oddělení nukleární medicíny na pozici fyzika. V roce 1973 nastoupil do Ústavu dozimetrie záření v Praze. V roce 1997 se stal konzultantem Mezinárodní agentury pro atomovou energii ve Vídni, následně pak za společnou práci získal spolu s týmem v roce 2005 Nobelovu cenu míru.
Zkoumal primárně dozimetrické metody a jejich aplikaci v radioterapii.
V roce 2014 se stal čestným občanem městyse Stařeč.